# سورا
سورا (درگذشته ۲۲۴ میلادی) دختر اردوان چهارم (حکومت از ۲۱۳ تا ۲۲۴ میلادی)، واپسین پادشاه اشکانی، و یک فرمانده جنگی بود. گفته می‌شود که او مشاور پدرش بوده‌است.
طبق گزارش ها، کاراکالا امپراتور روم، به  اردوان چهارم پیشنهاد داده که برای اتحاد دو امپراتوری او با دختر اردوان ازدواج کند. اردوان با این استدلال که چنین عروسی «بربری» برای امپراتور روم مناسب نیست و این دو فرهنگ برای متحد شدن بیش از حد متفاوت هستند، از وقوع این ازدواج خودداری کرد. مطابق دیون کاسیوس، این پیشنهاد فقط بهانه‌ای برای حمله رومی‌ها به ایران بود. هویت این شاهدخت مشخص نیست و ممکن است همین سورا یا یکی دیگر از دختران اردوان، اگر چندین دختر داشته باشد، باشد. در کل زنان اشکانی نسبتاً کمتر شناخته شده‌اند.
از تلاش های سورا پس از قیام اردشیر بابکان (حکومت از ۲۲۴ تا ۲۴۰ میلادی) که اردوان را سرنگون و شاهنشاهی ساسانی را بنیان نهاد، یاد شده‌است. پدرش اردوان در یک جنگ کشته شد. سورا پس از مرگ پدرش، فرماندهی نیروهای وفادار به پدرش را به دست گرفت و برای انتقام پدرش، جنگ‌های چریکی را به سمت نیروهای اردشیر آغاز کرد. او سرانجام در سال ۲۲۴ میلادی در یک جنگ کشته شد.